# Route nationale 122 bis (Italie)
Pour les articles homonymes, voir Route nationale 122 (homonymie).
La route nationale 122 bis Agrigentina (SS 122 bis) est une route nationale italienne qui s'étend sur environ 15 km entre Caltanissetta et Santa Caterina Villarmosa, représentant l'axe de liaison le plus important entre les deux centres.
La première partie du tracé, sur 5,4 km, depuis l'embranchement sur la route nationale 122 jusqu'à l'embranchement Caltanissetta-Xirbi sur la route nationale 640 relève de la gestion de la commune de Caltanissetta, tandis que les 9,9 km restants sont compétence de l'ANAS.

## Parcours
| Agrigentina |                                  |      |          |
| Type        | Indication                       | km   | Province |
|             | Caltanissetta Agrigentina        | 0,0  | CL       |
|             | Strada degli Scrittori           | 5,1  | CL       |
|             | pour Xirbi                       | 6,1  | CL       |
|             | Borgo Petilia                    | 8,0  | CL       |
|             | Portella del Vento               | 12,7 | CL       |
|             | Carrefour Barriera Noce Catanese | 15,3 | CL       |

## Travaux et projets
L'ANAS a financé la construction d'une rocade dans le cadre des travaux de compensation pour le dédoublement de la SS 640. Le tronçon concerné, relevant de la gestion de la commune de Caltanissetta, relie la ville à l'actuel carrefour Caltanissetta-Xirbi sur la SS 640. Le nouveau parcours s'étendra sur environ 5 km pour remplacer le site tortueux actuel de la SS 122 bis dans les quartiers de San Giuliano (via Borremans), Rovetto et Abbazia Santuzza, représentant un axe rapide entre la SS 640 en construction et le centre de Caltanissetta.
Le projet de reconstruction du tronçon de la rocade dans le quartier de La Spia s'inscrit dans le même contexte afin de créer une connexion rapide et directe entre le village de Santa Barbara et la nouvelle voie rapide.